# Pega con fuerza
Pega con fuerza es el título del cuarto álbum de estudio de la banda española de heavy metal, Obús, publicado en 1985 por Chapa Discos.

## Producción y recepción
Grabado y mezclado en los Estudios Mediterráneo de Ibiza entre abril y mayo de 1985. Precedido por el exitoso álbum El que más, que en 1984 encumbró a la banda a nivel internacional, este cuarto trabajo sin embargo tuvo una discreta acogida de crítica, al carecer de temas que engancharan al público, con la excepción de "Te Visitará La Muerte", única canción del álbum que pasó a formar parte del repertorio clásico de Obús.

## Lista de canciones
| N.º | Título                                                                 | Duración |  |
| 1.  | «Líos En El Congreso» (Fructuoso "Fortu" Sánchez, María Frutos)        | 4:00     |  |
| 2.  | «Doble Vida» (Francisco Laguna, Juan Luis Serrano)                     | 3:51     |  |
| 3.  | «Hasta El Alma Empeñaré» (Francisco Laguna, M.ª Carmen G.ª Diestro)    | 4:10     |  |
| 4.  | «No Te Cortes» (Fernando Sánchez, Francisco Laguna, Juan Luis Serrano) | 4:01     |  |
| 5.  | «Te Visitará La Muerte» (Fructuoso "Fortu" Sánchez, María Frutos)      | 3:40     |  |
| 6.  | «Un Par De Tipos» (Francisco Laguna, M.ª Carmen G.ª Diestro)           | 3:21     |  |
| 7.  | «Taxi» (Fructuoso "Fortu" Sánchez, María Frutos)                       | 3:32     |  |
| 8.  | «Evasión» (Francisco Laguna, M.ª Carmen G.ª Diestro)                   | 2:55     |  |
| 9.  | «La Mano Diestra» (Fernando Sánchez, Lourdes Sobrino)                  | 3:48     |  |

## Personal

### Técnicos
- Arreglos – Tino Casal, Obús
- Diseño –  Angel Ortiz, Manuel Cuevas
- Ingeniero de sonido - Louis Austin

### Músicos
- Fructuoso "Fortu" Sánchez - Voz
- Juan Luis Serrano - bajo eléctrico y coros
- Paco Laguna - guitarra eléctrica y coros
- Fernando Sánchez - batería y coros